# Voleibol de praia nos Jogos Pan-Americanos de 2019 - Masculino
O torneio masculino de voleibol de praia nos Jogos Pan-Americanos de 2019 ocorreu entre 24 e 30 de julho, no Circuito de playas de la Costa Verde, em Lima. Este evento, juntamente com o handebol, foram os responsáveis por abrir as disputas há dois dias da cerimônia de abertura.

## Medalhistas
| Ouro   | CHI Marco Grimalt e Esteban Grimalt   |
| Prata  | MEX Lombardo Ontiveros e Juan Virgen  |
| Bronze | ARG Nicolás Capogrosso e Julián Azaad |

## Primeira fase
|  | Duplas classificadas às quartas de final |
|  | Duplas classificadas às oitavas de final |
|  | Duplas disputam as posições inferiores   |

Todas as partidas seguem o fuso horário local (UTC-5).

### Grupo A
|     |                       |     | Jogos | Jogos | Jogos | Sets | Sets | Sets  | Pontos | Pontos | Pontos |
| Pos | Equipe                | Pts | T     | V     | D     | V    | P    | R     | V      | P      | R      |
| --- | --------------------- | --- | ----- | ----- | ----- | ---- | ---- | ----- | ------ | ------ | ------ |
| 1   | VEN Hernández–Gómez   | 6   | 3     | 3     | 0     | 6    | 0    | MAX   | 126    | 81     | 1.556  |
| 2   | GUA Leonardo–García   | 5   | 3     | 2     | 1     | 4    | 2    | 2.000 | 121    | 93     | 1.301  |
| 3   | DOM Medina–Sánchez    | 4   | 3     | 1     | 2     | 2    | 4    | 0.500 | 106    | 109    | 0.972  |
| 4   | PER Vásquez–Seminario | 3   | 3     | 0     | 3     | 0    | 6    | 0.000 | 56     | 126    | 0.444  |

| 24 jul | 14:50 | Vásquez–Seminario | 0-2 | Medina–Sánchez  | 11-21, 14-21 | Relatório |
| 24 jul | 14:50 | Leonardo–García   | 0-2 | Hernández–Gómez | 18-21, 19-21 | Relatório |
| 25 jul | 12:20 | Vásquez–Seminario | 0-2 | Hernández–Gómez | 8-21, 6-21   | Relatório |
| 25 jul | 12:20 | Leonardo–García   | 2-0 | Medina–Sánchez  | 21-19, 21-15 | Relatório |
| 26 jul | 13:50 | Vásquez–Seminario | 0-2 | Leonardo–García | 11-21, 6-21  | Relatório |
| 26 jul | 13:50 | Hernández–Gómez   | 2-0 | Medina–Sánchez  | 21-14, 21-16 | Relatório |

### Grupo B
|     |                       |     | Jogos | Jogos | Jogos | Sets | Sets | Sets  | Pontos | Pontos | Pontos |
| Pos | Equipe                | Pts | T     | V     | D     | V    | P    | R     | V      | P      | R      |
| --- | --------------------- | --- | ----- | ----- | ----- | ---- | ---- | ----- | ------ | ------ | ------ |
| 1   | ARG Capogrosso–Azaad  | 6   | 3     | 3     | 0     | 6    | 1    | 6.000 | 139    | 89     | 1.562  |
| 2   | USA Satterfield–Burik | 5   | 3     | 2     | 1     | 5    | 2    | 2.500 | 127    | 106    | 1.198  |
| 3   | ESA Escobar–Vargas    | 4   | 3     | 1     | 2     | 2    | 4    | 0.500 | 88     | 116    | 0.759  |
| 4   | TTO Stewart–Phillip   | 3   | 3     | 0     | 3     | 0    | 6    | 0.000 | 83     | 126    | 0.659  |

| 24 jul | 14:00 | Satterfield–Burik | 2-0 | Escobar–Vargas   | 21-12, 21-10        | Relatório |
| 24 jul | 14:00 | Capogrosso–Azaad  | 2-0 | Stewart–Phillip  | 21-15, 21-7         | Relatório |
| 25 jul | 13:10 | Satterfield–Burik | 2-0 | Stewart–Phillip  | 21-13, 21-16        | Relatório |
| 25 jul | 13:10 | Capogrosso–Azaad  | 2-0 | Escobar–Vargas   | 21-12, 21-12        | Relatório |
| 26 jul | 10:30 | Satterfield–Burik | 1-2 | Capogrosso–Azaad | 21-19, 10-21, 12-15 | Relatório |
| 26 jul | 10:30 | Stewart–Phillip   | 0-2 | Escobar–Vargas   | 19-21, 13-21        | Relatório |

### Grupo C
|     |                        |     | Jogos | Jogos | Jogos | Sets | Sets | Sets  | Pontos | Pontos | Pontos |
| Pos | Equipe                 | Pts | T     | V     | D     | V    | P    | R     | V      | P      | R      |
| --- | ---------------------- | --- | ----- | ----- | ----- | ---- | ---- | ----- | ------ | ------ | ------ |
| 1   | BRA Brandão–Dealtry    | 5   | 3     | 2     | 1     | 5    | 2    | 2.500 | 135    | 112    | 1.205  |
| 2   | CUB González–Reyes     | 5   | 3     | 2     | 1     | 5    | 3    | 1.667 | 142    | 131    | 1.084  |
| 3   | URU Vieyto–Cairús      | 5   | 3     | 2     | 1     | 4    | 3    | 1.333 | 124    | 115    | 1.078  |
| 4   | CRC Alpizar–Valenciano | 3   | 3     | 0     | 3     | 0    | 6    | 0.000 | 84     | 124    | 0.677  |

| 24 jul | 11:30 | Brandão–Dealtry | 2-0 | Alpizar–Valenciano | 21-13, 21-14        | Relatório |
| 24 jul | 11:30 | González–Reyes  | 1-2 | Vieyto–Cairús      | 21-15, 16-21, 8-15  | Relatório |
| 25 jul | 9:50  | Brandão–Dealtry | 2-0 | Vieyto–Cairús      | 21-16, 21-14        | Relatório |
| 25 jul | 9:50  | González–Reyes  | 2-0 | Alpizar–Valenciano | 21-13, 21-16        | Relatório |
| 26 jul | 13:00 | Brandão–Dealtry | 1-2 | González–Reyes     | 21-16, 14-21, 16-18 | Relatório |
| 26 jul | 13:00 | Vieyto–Cairús   | 2-0 | Alpizar–Valenciano | 22-20, 21-8         | Relatório |

### Grupo D
|     |                           |     | Jogos | Jogos | Jogos | Sets | Sets | Sets  | Pontos | Pontos | Pontos |
| Pos | Equipe                    | Pts | T     | V     | D     | V    | P    | R     | V      | P      | R      |
| --- | ------------------------- | --- | ----- | ----- | ----- | ---- | ---- | ----- | ------ | ------ | ------ |
| 1   | CHI M. Grimalt–E. Grimalt | 6   | 3     | 3     | 0     | 6    | 2    | 3.000 | 149    | 124    | 1.202  |
| 2   | MEX Ontiveros–Virgen      | 5   | 3     | 2     | 1     | 5    | 2    | 2.500 | 130    | 118    | 1.102  |
| 3   | CAN Nusbaum–Plantinga     | 4   | 3     | 1     | 2     | 2    | 4    | 0.500 | 110    | 132    | 0.833  |
| 4   | NCA Mora–López            | 3   | 3     | 0     | 3     | 1    | 6    | 0.167 | 134    | 149    | 0.899  |

| 24 jul | 10:40 | Nusbaum–Plantinga     | 2-0 | Mora–López            | 22-20, 30-28        | Relatório |
| 24 jul | 10:40 | M. Grimalt–E. Grimalt | 2-1 | Ontiveros–Virgen      | 21-15, 16-21, 15-10 | Relatório |
| 25 jul | 9:00  | Nusbaum–Plantinga     | 0-2 | Ontiveros–Virgen      | 14-21, 19-21        | Relatório |
| 25 jul | 9:00  | M. Grimalt–E. Grimalt | 2-1 | Mora–López            | 21-19, 19-21, 15-13 | Relatório |
| 26 jul | 9:40  | Nusbaum–Plantinga     | 0-2 | M. Grimalt–E. Grimalt | 11-21, 14-21        | Relatório |
| 26 jul | 9:40  | Ontiveros–Virgen      | 2-0 | Mora–López            | 21-16, 21-17        | Relatório |

## Fase eliminatória

### Oitavas de final
| 27 jul | 10:40 | Satterfield–Burik | 0-2 | Nusbaum–Plantinga | 19-21, 12-21 | Relatório |
| 27 jul | 11:30 | González–Reyes    | 2-0 | Medina–Sánchez    | 21-17, 21-14 | Relatório |
| 27 jul | 14:00 | Ontiveros–Virgen  | 2-0 | Escobar–Vargas    | 21-16, 21-12 | Relatório |
| 27 jul | 14:50 | Leonardo–García   | 0-2 | Vieyto–Cairús     | 15-21, 17-21 | Relatório |

### Quartas de final
| 28 jul | 10:40 | M. Grimalt–E. Grimalt | 2-0 | González–Reyes    | 21-13, 21-16        | Relatório |
| 28 jul | 11:30 | Hernández–Gómez       | 1-2 | Nusbaum–Plantinga | 26-28, 24-22, 7-15  | Relatório |
| 28 jul | 14:00 | Brandão–Dealtry       | 0-2 | Ontiveros–Virgen  | 25-27, 20-22        | Relatório |
| 28 jul | 14:50 | Capogrosso–Azaad      | 2-1 | Vieyto–Cairús     | 14-21, 21-14, 18-16 | Relatório |

### Semifinais
| 29 jul | 14:00 | M. Grimalt–E. Grimalt | 2-0 | Nusbaum–Plantinga | 21-12, 21-14       | Relatório |
| 29 jul | 14:50 | Ontiveros–Virgen      | 2-1 | Capogrosso–Azaad  | 9-21, 21-17, 15-12 | Relatório |

### Disputa pelo bronze
| 30 jul | 11:40 | Nusbaum–Plantinga | 0-2 | Capogrosso–Azaad | 17-21, 18-21 | Relatório |

### Final
| 30 jul | 14:30 | M. Grimalt–E. Grimalt | 2-1 | Ontiveros–Virgen | 21-19, 22-24, 15-10 | Relatório |

## Rodadas de classificação

### Classificatória 5.º-8.° lugar
| 29 jul | 9:00 | González–Reyes  | 2-1 | Hernández–Gómez | 14-21, 26-24, 15-12 | Relatório |
| 29 jul | 9:50 | Brandão–Dealtry | 0-2 | Vieyto–Cairús   | 13-21, 20-22        | Relatório |

### Disputa do 7.º lugar
| 30 jul | 10:50 | Hernández–Gómez | 0-2 | Brandão–Dealtry | 17-21, 11-21 | Relatório |

### Disputa do 5.º lugar
| 30 jul | 10:50 | González–Reyes | 2-0 | Vieyto–Cairús | 21-17, 21-16 | Relatório |

### Classificatória 9.º-12.° lugar
| 28 jul | 10:40 | Medina–Sánchez | 0-2 | Satterfield–Burik | 13-21, 12-21        | Relatório |
| 28 jul | 11:30 | Escobar–Vargas | 1-2 | Leonardo–García   | 13-21, 21-17, 11-15 | Relatório |

### Disputa do 11.º lugar
| 28 jul | 14:50 | Medina–Sánchez | 2-0 | Escobar–Vargas | 21-11, 21-14 | Relatório |

### Disputa do 9.º lugar
| 29 jul | 9:00 | Satterfield–Burik | 1-2 | Leonardo–García | 24-22, 35-37, 11-15 | Relatório |

### Classificatória 13.º-16.° lugar
| 27 jul | 10:40 | Stewart–Phillip   | 1-2 | Alpizar–Valenciano | 21-19, 16-21, 12-15 | Relatório |
| 27 jul | 11:30 | Vásquez–Seminario | 0-2 | Mora–López         | 7-21, 15-21         | Relatório |

### Disputa do 15.º lugar
| 27 jul | 14:50 | Stewart–Phillip | 2-0 | Vásquez–Seminario | 21-19, 21-16 | Relatório |

### Disputa do 13.º lugar
| 28 jul | 12:20 | Alpizar–Valenciano | 0-2 | Mora–López | 16-21, 14-21 | Relatório |

## Classificação final
| Pos.              | Dupla                 | Campanha (V–D) |
| ----------------- | --------------------- | -------------- |
| Medalha de ouro   | M. Grimalt–E. Grimalt | (6-0)          |
| Medalha de prata  | Ontiveros–Virgen      | (5-2)          |
| Medalha de bronze | Capogrosso–Azaad      | (5-1)          |
| 4                 | Nusbaum–Plantinga     | (3-4)          |
| 5                 | González–Reyes        | (5-2)          |
| 6                 | Vieyto–Cairús         | (4-3)          |
| 7                 | Brandão–Dealtry       | (3-3)          |
| 8                 | Hernández–Gómez       | (3-3)          |
| 9                 | Leonardo–García       | (4-2)          |
| 10                | Satterfield–Burik     | (3-3)          |
| 11                | Medina–Sánchez        | (2-4)          |
| 12                | Escobar–Vargas        | (1-5)          |
| 13                | Mora–López            | (2-3)          |
| 14                | Alpizar–Valenciano    | (1-4)          |
| 15                | Stewart–Phillip       | (1-4)          |
| 16                | Vásquez–Seminario     | (0-5)          |